# Campeones de la Copa del Mundo de Esquí Alpino (masculino)
| Año  | General                      | Descenso                                    | Super Gigante                   | Eslalon Gigante                                         | Eslalon                                        | Combinada                                               |
| ---- | ---------------------------- | ------------------------------------------- | ------------------------------- | ------------------------------------------------------- | ---------------------------------------------- | ------------------------------------------------------- |
| 2018 | Marcel Hirscher Austria      | Beat Feuz Suiza                             | Kjetil Jansrud Noruega          | Marcel Hirscher Austria                                 | Marcel Hirscher Austria                        | Peter Fill Italia *                                     |
| 2017 | Marcel Hirscher Austria      | Peter Fill Italia                           | Kjetil Jansrud Noruega          | Marcel Hirscher Austria                                 | Marcel Hirscher Austria                        | Alexis Pinturault Francia *                             |
| 2016 | Marcel Hirscher Austria      | Peter Fill Italia                           | Aleksander Aamodt Kilde Noruega | Marcel Hirscher Austria                                 | Henrik Kristoffersen Noruega                   | Alexis Pinturault Francia *                             |
| 2015 | Marcel Hirscher Austria      | Kjetil Jansrud Noruega                      | Kjetil Jansrud Noruega          | Marcel Hirscher Austria                                 | Marcel Hirscher Austria                        | Carlo Janka Suiza *                                     |
| 2014 | Marcel Hirscher Austria      | Aksel Lund Svindal Noruega                  | Aksel Lund Svindal Noruega      | Ted Ligety Estados Unidos                               | Marcel Hirscher Austria                        | Ted Ligety Estados Unidos * Alexis Pinturault Francia * |
| 2013 | Marcel Hirscher Austria      | Aksel Lund Svindal Noruega                  | Aksel Lund Svindal Noruega      | Ted Ligety Estados Unidos                               | Marcel Hirscher Austria                        | Ivica Kostelić Croacia * · Alexis Pinturault Francia *  |
| 2012 | Marcel Hirscher Austria      | Klaus Kroell Austria                        | Aksel Lund Svindal Noruega      | Marcel Hirscher Austria                                 | Andre Myhrer Suecia                            | Ivica Kostelić Croacia                                  |
| 2011 | Ivica Kostelić Croacia       | Didier Cuché Suiza                          | Didier Cuché Suiza              | Ted Ligety Estados Unidos                               | Ivica Kostelić Croacia                         | Ivica Kostelić Croacia                                  |
| 2010 | Carlo Janka Suiza            | Didier Cuché Suiza                          | Erik Guay Canadá                | Ted Ligety Estados Unidos                               | Reinfried Herbst Austria                       | Benjamin Raich Austria                                  |
| 2009 | Aksel Lund Svindal Noruega   | Michael Walchhofer Austria                  | Aksel Lund Svindal Noruega      | Didier Cuché Suiza                                      | Jean-Baptiste Grange Francia                   | Carlo Janka Suiza                                       |
| 2008 | Bode Miller Estados Unidos   | Didier Cuché Suiza                          | Hannes Reichelt Austria         | Ted Ligety Estados Unidos                               | Manfred Moelgg Italia                          | Bode Miller Estados Unidos                              |
| 2007 | Aksel Lund Svindal Noruega   | Didier Cuché Suiza                          | Bode Miller Estados Unidos      | Aksel Lund Svindal Noruega                              | Benjamin Raich Austria                         | Aksel Lund Svindal Noruega                              |
| 2006 | Benjamin Raich Austria       | Michael Walchhofer Austria                  | Aksel Lund Svindal Noruega      | Benjamin Raich Austria                                  | Giorgio Rocca Italia                           | Benjamin Raich Austria                                  |
| 2005 | Bode Miller Estados Unidos   | Michael Walchhofer Austria                  | Bode Miller Estados Unidos      | Benjamin Raich Austria                                  | Benjamin Raich Austria                         | Benjamin Raich Austria                                  |
| 2004 | Hermann Maier Austria        | Stephan Eberharter Austria                  | Hermann Maier Austria           | Bode Miller Estados Unidos                              | Rainer Schönfelder Austria                     | Bode Miller Estados Unidos                              |
| 2003 | Stephan Eberharter Austria   | Stephan Eberharter Austria                  | Stephan Eberharter Austria      | Michael von Grünigen Suiza                              | Kalle Palander Finlandia                       | Bode Miller Estados Unidos                              |
| 2002 | Stephan Eberharter Austria   | Stephan Eberharter Austria                  | Stephan Eberharter Austria      | Frédéric Covili Francia                                 | Ivica Kostelić Croacia                         | Kjetil André Aamodt Noruega                             |
| 2001 | Hermann Maier Austria        | Hermann Maier Austria                       | Hermann Maier Austria           | Hermann Maier Austria                                   | Benjamin Raich Austria                         | Lasse Kjus Noruega                                      |
| 2000 | Hermann Maier Austria        | Hermann Maier Austria                       | Hermann Maier Austria           | Hermann Maier Austria                                   | Kjetil André Aamodt Noruega                    | Kjetil André Aamodt Noruega                             |
| 1999 | Lasse Kjus Noruega           | Lasse Kjus Noruega                          | Hermann Maier Austria           | Michael von Grünigen Suiza                              | Thomas Stangassinger Austria                   | Lasse Kjus Noruega · Kjetil André Aamodt Noruega        |
| 1998 | Hermann Maier Austria        | Andreas Schifferer Austria                  | Hermann Maier Austria           | Hermann Maier Austria                                   | Thomas Sykora Austria                          | Werner Franz Austria                                    |
| 1997 | Luc Alphand Francia          | Luc Alphand Francia                         | Luc Alphand Francia             | Michael von Grünigen Suiza                              | Thomas Sykora Austria                          | Kjetil André Aamodt Noruega                             |
| 1996 | Lasse Kjus Noruega           | Luc Alphand Francia                         | Atle Skårdal Noruega            | Michael von Grünigen Suiza                              | Sébastien Amiez Francia                        | Günther Mader Austria                                   |
| 1995 | Alberto Tomba Italia         | Luc Alphand Francia                         | Peter Runggaldier Italia        | Alberto Tomba Italia                                    | Alberto Tomba Italia                           | Marc Girardelli Luxemburgo                              |
| 1994 | Kjetil André Aamodt Noruega  | Marc Girardelli Luxemburgo                  | Jan Einar Thorsen Noruega       | Christian Mayer Austria                                 | Alberto Tomba Italia                           | Lasse Kjus Noruega · Kjetil André Aamodt Noruega        |
| 1993 | Marc Girardelli Luxemburgo   | Franz Heinzer Suiza                         | Kjetil André Aamodt Noruega     | Kjetil André Aamodt Noruega                             | Thomas Fogdö Suecia                            | Marc Girardelli Luxemburgo                              |
| 1992 | Paul Accola Suiza            | Franz Heinzer Suiza                         | Paul Accola Suiza               | Alberto Tomba Italia                                    | Alberto Tomba Italia                           | Paul Accola Suiza                                       |
| 1991 | Marc Girardelli Luxemburgo   | Franz Heinzer Suiza                         | Franz Heinzer Suiza             | Alberto Tomba Italia                                    | Marc Girardelli Luxemburgo                     | Marc Girardelli Luxemburgo                              |
| 1990 | Pirmin Zurbriggen Suiza      | Helmut Höflehner Austria                    | Pirmin Zurbriggen Suiza         | Günther Mader Austria · Ole Kristian Furuseth Noruega   | Armin Bittner Alemania                         | Pirmin Zurbriggen Suiza                                 |
| 1989 | Marc Girardelli Luxemburgo   | Marc Girardelli Luxemburgo                  | Pirmin Zurbriggen Suiza         | Pirmin Zurbriggen Suiza · Ole Kristian Furuseth Noruega | Armin Bittner Alemania                         | Marc Girardelli Luxemburgo                              |
| 1988 | Pirmin Zurbriggen Suiza      | Pirmin Zurbriggen Suiza                     | Pirmin Zurbriggen Suiza         | Alberto Tomba Italia                                    | Alberto Tomba Italia                           | Hubert Strolz Austria                                   |
| 1987 | Pirmin Zurbriggen Suiza      | Pirmin Zurbriggen Suiza                     | Pirmin Zurbriggen Suiza         | Joël Gaspoz Suiza · Pirmin Zurbriggen Suiza             | Bojan Križaj Yugoslavia                        | Pirmin Zurbriggen Suiza                                 |
| 1986 | Marc Girardelli Luxemburgo   | Peter Wirnsberger Austria                   | Markus Wasmeier Alemania        | Joël Gaspoz Suiza                                       | Rok Petrović Yugoslavia                        | Pirmin Zurbriggen Suiza                                 |
| 1985 | Marc Girardelli Luxemburgo   | Helmut Höflehner Austria                    | --                              | Marc Girardelli Luxemburgo                              | Marc Girardelli Luxemburgo                     | Andreas Wenzel Liechtenstein                            |
| 1984 | Pirmin Zurbriggen Suiza      | Urs Räber Suiza                             | --                              | Pirmin Zurbriggen Suiza · Ingemar Stenmark Suecia       | Marc Girardelli Luxemburgo                     | Andreas Wenzel Liechtenstein                            |
| 1983 | Phil Mahre Estados Unidos    | Franz Klammer Austria                       | --                              | Phil Mahre Estados Unidos                               | Ingemar Stenmark Suecia · Stig Strand Suecia   | Phil Mahre Estados Unidos                               |
| 1982 | Phil Mahre Estados Unidos    | Peter Müller Suiza · Steve Podborski Canadá | --                              | Phil Mahre Estados Unidos                               | Phil Mahre Estados Unidos                      | Phil Mahre Estados Unidos                               |
| 1981 | Phil Mahre Estados Unidos    | Harti Weirather Austria                     | --                              | Ingemar Stenmark Suecia                                 | Ingemar Stenmark Suecia                        | Phil Mahre Estados Unidos                               |
| 1980 | Andreas Wenzel Liechtenstein | Peter Müller Suiza                          | --                              | Ingemar Stenmark Suecia                                 | Ingemar Stenmark Suecia                        | Phil Mahre Estados Unidos                               |
| 1979 | Peter Lüscher Suiza          | Peter Müller Suiza                          | --                              | Ingemar Stenmark Suecia                                 | Ingemar Stenmark Suecia                        | --                                                      |
| 1978 | Ingemar Stenmark Suecia      | Franz Klammer Austria                       | --                              | Ingemar Stenmark Suecia                                 | Ingemar Stenmark Suecia                        | --                                                      |
| 1977 | Ingemar Stenmark Suecia      | Franz Klammer Austria                       | --                              | Ingemar Stenmark Suecia · Heini Hemmi Suiza             | Ingemar Stenmark Suecia                        | --                                                      |
| 1976 | Ingemar Stenmark Suecia      | Franz Klammer Austria                       | --                              | Ingemar Stenmark Suecia                                 | Ingemar Stenmark Suecia                        | Walter Tresch Suiza                                     |
| 1975 | Gustav Thöni Italia          | Franz Klammer Austria                       | --                              | Ingemar Stenmark Suecia                                 | Ingemar Stenmark Suecia                        | --                                                      |
| 1974 | Piero Gros Italia            | Roland Collombin Suiza                      | --                              | Piero Gros Italia                                       | Gustav Thöni Italia                            | --                                                      |
| 1973 | Gustav Thöni Italia          | Roland Collombin Suiza                      | --                              | Hans Hinterseer Austria                                 | Gustav Thöni Italia                            | --                                                      |
| 1972 | Gustav Thöni Italia          | Bernhard Russi Suiza                        | --                              | Gustav Thöni Italia                                     | Jean-Noël Augert Francia                       | --                                                      |
| 1971 | Gustav Thöni Italia          | Bernhard Russi Suiza                        | --                              | Gustav Thöni Italia · Patrick Russel Francia            | Jean-Noël Augert Francia                       | --                                                      |
| 1970 | Karl Schranz Austria         | Karl Schranz Austria · Karl Cordin Austria  | --                              | Gustav Thöni Italia                                     | Patrick Russel Francia Alain Penz Francia      | --                                                      |
| 1969 | Karl Schranz Austria         | Karl Schranz Austria                        | --                              | Karl Schranz Austria                                    | Jean-Noël Augert Francia · Alfred Matt Austria | --                                                      |
| 1968 | Jean-Claude Killy Francia    | Gerhard Nenning Austria                     | --                              | Jean-Claude Killy Francia                               | Dumeng Giovanoli Suiza                         | --                                                      |
| 1967 | Jean-Claude Killy Francia    | Jean-Claude Killy Francia                   | --                              | Jean-Claude Killy Francia                               | Jean-Claude Killy Francia                      | --                                                      |

- Desde de la temporada 2012-13, la FIS no otorga el Globo de Cristal de la disciplina de Combinada de manera oficial (aunque siguen configurándose las clasificaciones), pero sí siguieron disputándose esas pruebas, y sus resultados computan igualmente para la General de la Copa del Mundo.

- Datos: Q183569